# Peter Truscott
Peter Derek Truscott, baron Truscott (né le 20 mars 1959) est un consultant britannique dans le domaine pétrolier et minier, membre indépendant de la Chambre des lords et écrivain. Il est député travailliste au Parlement européen (MPE) de 1994 à 1999 et est élevé à la pairie en 2004. Il écrit sur la Russie, la défense et l'énergie, et travaille avec diverses entreprises dans le domaine de l'extraction de ressources non renouvelables.
Auparavant plutôt discret dans la politique britannique, Truscott fait la une des journaux en 2009 comme l'un des quatre pairs travaillistes désignés par le Sunday Times comme étant prêts à accepter de l'argent pour aider les entreprises à amender des projets de loi qui auraient un effet négatif sur elles. Il devient ainsi l'un des premiers pairs suspendus de la Chambre des Lords depuis le XVIIe siècle.

## Vie privée
Truscott est né à Newton Abbot, Devon et fait ses études à l'Exeter College de l'Université d'Oxford. Il obtient un baccalauréat en histoire moderne en 1981, suivi d'un doctorat en 1985. En 1991, il rencontre et épouse rapidement Svetlana Chernikov, fille d'un colonel de l'Armée rouge.

## Carrière politique

### Permanent politique et député européen
Après avoir terminé son doctorat, Truscott est permanent politique pour le Parti travailliste de 1986 à 1989 et conseiller à Colchester de 1988 à 1992. Il se présente à Torbay pour le Parti travailliste en 1992, arrivant troisième avec 5 503 voix (9,59 %). Il représente ensuite le Hertfordshire au Parlement européen de 1994 à 1999. Il est membre de la commission des affaires étrangères, de la sous-commission de sécurité et de la délégation pour les relations avec la fédération de Russie tout au long de son mandat au Parlement européen, et est également le porte-parole du gouvernement britannique pour les affaires étrangères et la défense au Parlement à partir de 1997 à 1999.

### Pairie
N'ayant pas réussi à être réélu au Parlement européen, Truscott est créé pair à vie le 10 juin 2004 sous le titre de baron Truscott, de St James's dans la Cité de Westminster. De 2006 à 2007, il est sous-secrétaire d'État parlementaire à l'énergie au ministère du Commerce et de l'Industrie (DTI) et porte-parole du gouvernement du DTI à la Chambre des lords. Truscott est ambassadeur du Parlement britannique auprès de la fédération de Russie et des républiques de l'ex-Union soviétique. Il est membre de la commission spéciale de l'Union européenne de la Chambre des Lords, sous-commission C (Affaires étrangères, politique de défense et de développement). Il est auparavant chercheur invité à l'Institute for Public Policy Research et membre associé du Royal United Services Institute for Defence and Security Studies.
En 2007, Truscott prononce un discours lors d'une conférence sur l'industrie du charbon en sa qualité de ministre du DTI, réaffirmant le ferme soutien du gouvernement à l'utilisation continue du charbon dans la production d'électricité, une politique controversée à laquelle s'opposent les scientifiques et les militants tels que le climatologue James E. Hansen. Alors qu'il est à la Chambre des Lords, Truscott vote « très fortement contre » les efforts visant à renforcer le Climate Change Act 2008. Il vote également "fortement pour" la loi de 2006 sur les cartes d'identité.
En 2016, il se prononce en faveur de la sortie de la Grande-Bretagne de l'Union européenne.

## Participation aux entreprises énergétiques et minières
Truscott devient consultant et directeur non exécutif travaillant principalement avec des sociétés d'extraction de ressources non renouvelables et d'affaires publiques à travers l'Europe et la Russie,,. Avec sa femme, il achète 1 000 000 d'actions de Gulf Keystone Petroleum, en septembre 2008 à 20,75 pence par action vendant la moitié d'entre elles en avril 2010 pour 85,22 pence par action. Il possède en outre des actions supérieures au minimum d'enregistrement de 50 000 £ dans African Minerals Ltd.

## Allégations de corruption
En janvier 2009, Truscott fait l'objet d'allégations de corruption dans le Sunday Times, avec trois de ses collègues travaillistes. Il est accusé d'avoir demandé 72 000 £ pour aider deux personnes se faisant passer pour des lobbyistes "à modifier un projet de loi gouvernemental qui était préjudiciable à leur client", affirmant qu'il devrait "être un peu prudent" et ne pas pouvoir déposer lui-même l'amendement". Il affirme avoir "fait un travail similaire auparavant" sur un récent texte de loi sur l'énergie, et rencontré des responsables du ministère des Affaires, des Entreprises et de la Réforme réglementaire peu de temps avant que le gouvernement ne modifie sa politique d'une manière favorable à son client, Landis & Gyr. Sa réponse à la BBC est : « suggérer que je proposerais de déposer des amendements pour de l'argent est un mensonge ». Il est ensuite allégué qu'il est intervenu auprès du ministre britannique de l'énergie Malcolm Wicks sans déclarer ses intérêts financiers.
À la suite de la publication des allégations et de la bande vidéo et audio de Truscott parlant à des journalistes infiltrés du Sunday Times, il est contraint de démissionner d'un cabinet de conseil pour Landis & Gyr et est suspendu de son activité de consultant pour Gavin Anderson and Company. Il démissionne de son poste de directeur d'African Minerals en août 2009 conservant un poste rémunéré en tant que consultant stratégique. Opus Executive Partners et Gulf Keystone décident de ne pas suspendre ou exclure Truscott malgré une pression considérable des médias pour le faire, citant tous deux une contribution précieuse et l'intégrité de son implication avec eux.
Le Lords Privileges Committee recommande ensuite (le 14 mai) que Lord Truscott soit suspendu de la Chambre. L'enquête sur les allégations conclut que Lord Truscott a enfreint les règles sur l'exercice de l'influence parlementaire en échange d'argent en acceptant de « frayer la voie » aux lobbyistes, de faire des présentations à d'autres pairs et ministres et de faire pression sur les responsables. Dans une interview à la BBC le 14 mai, Lord Truscott déclare : « Je m'excuse d'avoir été piégé et d'avoir utilisé un langage vague ». Le 20 mai, la Chambre des Lords examine le rapport du Comité des privilèges et vote la suspension de Lord Truscott et Lord Taylor de Blackburn (en) pendant six mois, la première action de ce type depuis le XVIIe siècle.
Il démissionne du Parti travailliste en mai 2009 et siège maintenant en tant que membre non affilié de la Chambre des Lords.